# Kleophon-Maler

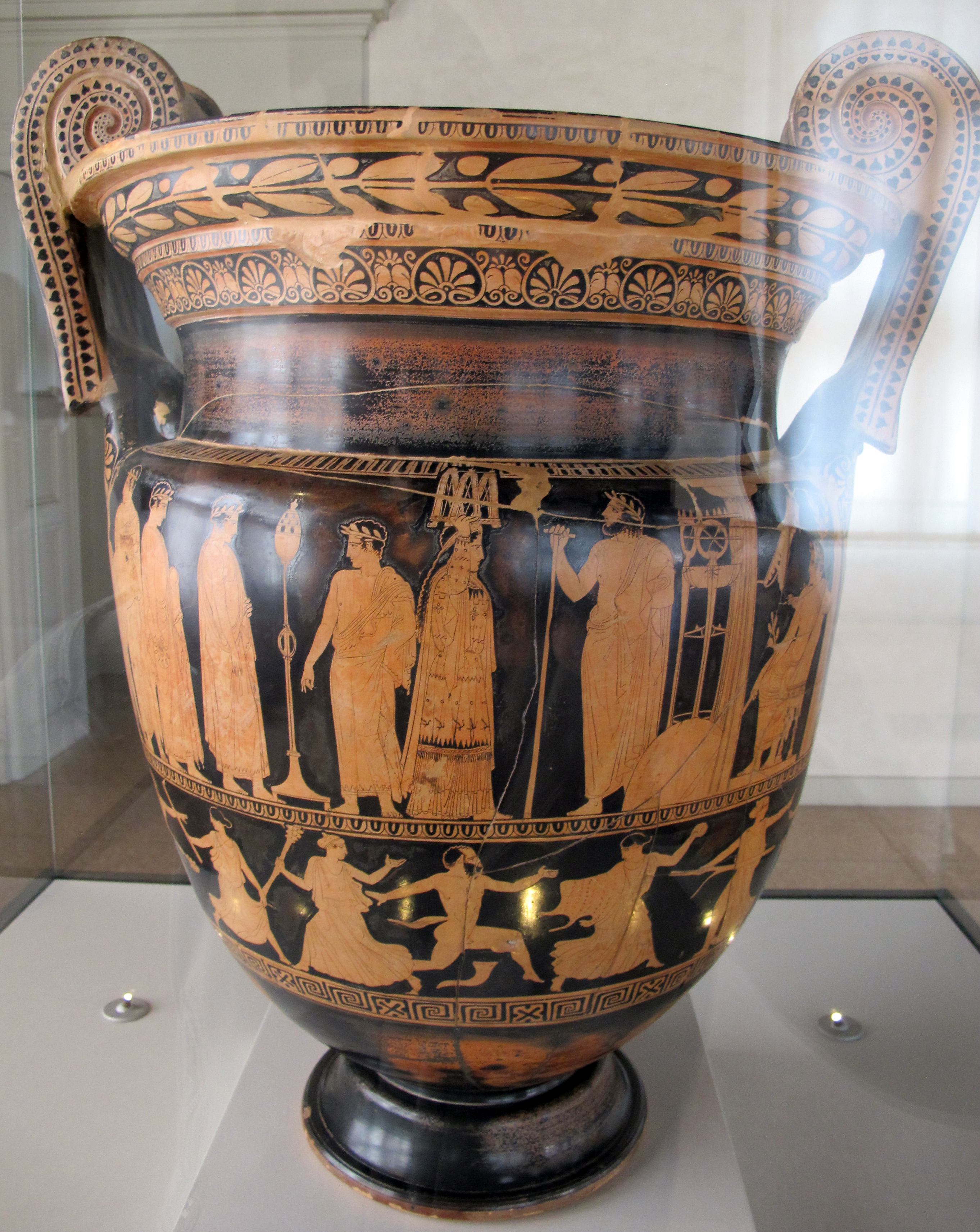
Volutenkrater des Kleophon-Malers aus Spina, Ferrara, Museo Archeologico

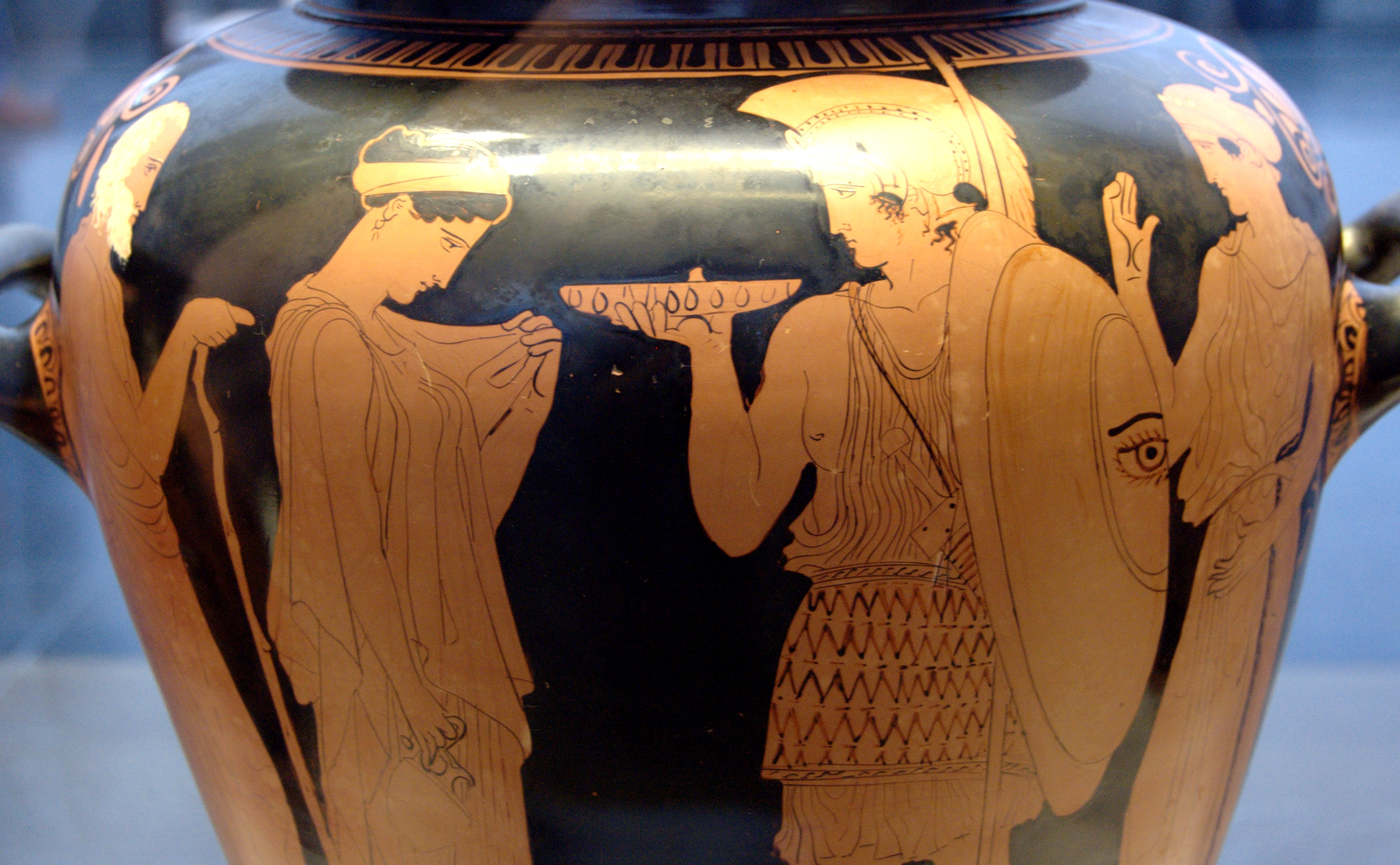
Stamnos des Kleophon-Malers: Kriegerabschied, München, Staatliche Antikensammlungen 2415

Der Kleophon-Maler ist ein Maler des attisch-rotfigurigen Stils. Er wirkte in der zweiten Hälfte des 5. Jahrhunderts v. Chr. Seinen Notnamen erhielt er aufgrund des von ihm verwendeten Kalos-Namens Kleophon auf dem Stamnos St. Petersburg, Hermitage B 2353.
Der Kleophon-Maler war Schüler des Vasenmalers Polygnotos. Seine Arbeiten sind einfach und ernst, auch wenn er nicht der beste Künstler ist. Seine Figuren sind fleischig und voll, seine Köpfe wirken schön und erhaben. Er bemalt vor allem größere Gefäßformen, wobei er sich an diversen Formen versucht. Besonders charakteristisch ist für ihn die Darstellung von Komos-Szenen, die eigentlich in die archaische Zeit gehören. Eine seiner bekanntesten Arbeiten auf einem Volutenkrater aus Spina zeigt eine apollinische Opferprozession. Sie erinnert an den etwa zur selben Zeit entstandenen Fries des Parthenon. Auf einem Loutrophoros mit der Darstellung von Kriegern auf einem Friedhof setzt er in größerem Umfang Deckweiß ein, was zu dieser Zeit eher unüblich war. Der Dinos-Maler steht in direkter Tradition des Kleophon-Malers.
Dem Kleophon-Maler und seinem Umkreis werden auch die schwarzfigurigen panathenäischen Preisamphoren der Robinson-Gruppe zugeschrieben.